# Средний танк

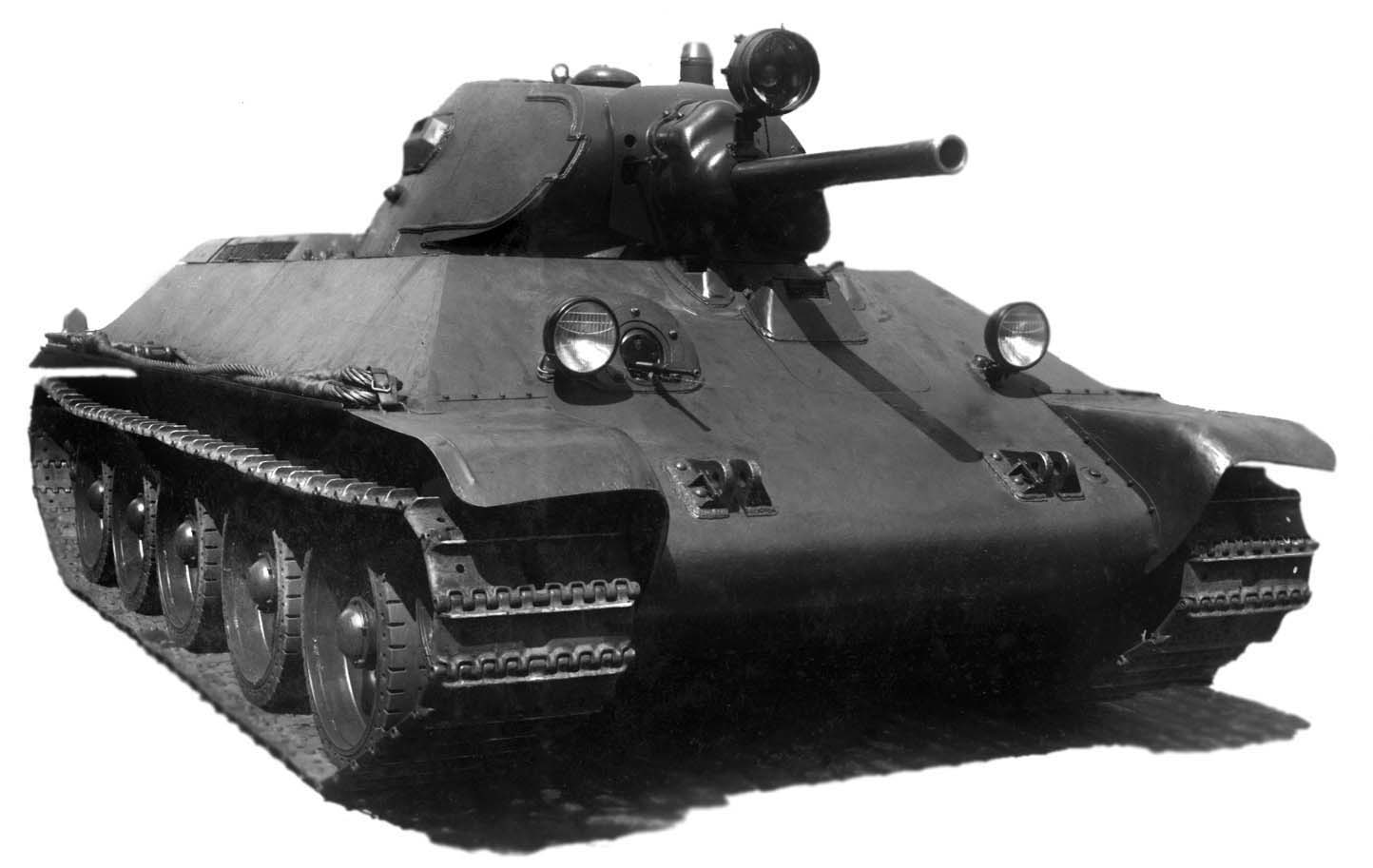
Т-34 — самый массовый средний танк периода Второй мировой войны. На фотографии представлен А-34 — прототип основного танка Т-34.

Сре́дний танк — тип основного и специального танка по массе, боевая машина танковых (автобронетанковых, бронетанковых, механизированных) войск (сил) в вооружённых силах многих государств.
Согласно классификации танков по массе, средний является одним из типов танков, превосходящих по массе лёгкий танк, но уступающих тяжёлому.

## История
По принятой в СССР классификации средним танком (основной и специальный) считался танк массой до 30 тонн, позднее — до 40 тонн. В США к средним относились танки массой до 50 тонн. Помимо умеренной массы, средний танк характеризуется рациональным сочетанием основных боевых свойств. Вооружён пушкой крупного калибра и пулемётами и предназначен для развития успеха при прорыве сильно укреплённой оборонительной полосы противника.
Средние танки были наиболее массовыми танками в период Второй мировой войны и оставались таковыми до 1970-х годов. Результатом дальнейшего развития концепции среднего танка по мнению некоторых стал якобы основной боевой танк.

## Модели

### Советский Союз
- РККА — Т-28, Т-34-76, Т-34-85, Т-44, Т-34-57, Т-34Э, Т-28Э.
- Советская армия — Т-54, Т-55, Т-62, Т-64[3], Т-72[4], Т-80, Т-90 и их модификации.

### Россия
- ВС России — Т-14[5], Т-90АМ, Т-90А.

### Соединённые Штаты Америки
- M4 Sherman, М48, М60, М3 Ли, М2, М26, Т26Е1-1, М46, М47, M1A1 Abrams.

### Третий рейх(1933—1945)
- PzKpfw III, PzKpfw IV, PzKpfw V (танк) (средний только по немецкой и американской классификации, а в советских документах «Пантера» относилась, по своим боевым и техническим данным, к тяжёлому типу танков[6]).

### Италия
- M11/39, M13/40, M14/41, Sahariano (только по итальянской классификации).